# Lubomyriwka (rejon mikołajowski)
Lubomyriwka (ukr. Любомирівка, poprzednia nazwa: Krasne Znamja, ukr. Красне Знам'я) – osiedle na Ukrainie, w obwodzie mikołajowskim, w rejonie mikołajowskim. W 2001 liczyło 620 mieszkańców, spośród których 591 posługiwało się językiem ukraińskim, 10 rosyjskim, 14 mołdawskim, 4 ormiańskim, a 1 romskim.